# Okręg Segré
Okręg Segré (fr. Arrondissement de Segré) – okręg w północno-zachodniej Francji. Populacja wynosi 53 100.

## Podział administracyjny
W skład okręgu wchodzą następujące kantony:
- Candé,
- Châteauneuf-sur-Sarthe,
- Lion-d'Angers,
- Pouancé,
- Segré.